# سوپربوی-پرایم
سوپربوی-پرایم (به انگلیسی: Superboy-Prime) با نام کلارک کنت و متولد شده کال-اِل، که همچنین تحت عنوان سوپرمن پرایم نیز شناخته می‌شود، یک شخصیت خیالی ابرقهرمان تبدیل شده به ابرشرور در کتاب‌های کامیک آمریکایی منتشر شده توسط دی‌سی کامیکس است. او یکی از چندین نسخه‌های جایگزین شخصیت ابرقهرمان سوپرمن به‌شمار می‌رود. شخصیت سوپربوی-پرایم توسط کرت سوآن و الیوت اس. ماگین (بر پایه سوپربوی اولیه اثر جری سیگل و جو شوستر) خلق شده‌است؛ که برای اولین بار در شمارهٔ ۸۷ از مجموعه کمیک دی‌سی کامیکس پرزنت (نوامبر ۱۹۸۵) حضور پیدا کرد.
سوپربوی-پرایم در جهان موازی به نام زمین پرایم متولد شده‌است که فاقد هرگونه ابرقهرمانی بود وآنها صرفاً درکتاب‌های کمیک بودند. او زمانی یک جوان با روحیه بالا و قدرت‌های سوپرمن در دنیای واقعی بود، که به سبب ضربه روحی شدید، اخلاق و حس عدالت او دچار اختلال شد، بعدازحوادث بحران در زمین‌های بینهایت سوپربوی پرایم طی اتفاقاتی سرکش شد و تبدیل به یکی از بزرگ‌ترین تهدیدهای مولتیورس دنیای دیسی شد، سوپربوی-پرایم از قدرت‌هایی مشابه با همتای خود سوپرمن برخوردار است، اگرچه این توانایی‌ها به دلیل دیوانگی و ذهنیت ناپایدار او قوی‌تر به نظر می‌رسند، بعد از وقایع «دث متال: اوریجین مخفی» وشکست دادن تاریکترین شوالیه (دارکست نایت) ونابود کردن ۵۲ جهان تاریک او برگشت به دنیای خودش ویک شانس دیگر برای قهرمان شدن به او داده شد.

## مقاله اصلی: بحران در زمین‌های بی‌نهایت
سوپربوی پرایم متعلق به دنیایی است که به عنوان سوپرمن پرایم شناخته می‌شود، که در آن قهرمانان دی سی شخصیت‌های داستانی کتاب‌های مصور هستند. او پسر خوانده جری و نائومی کنت است. نائومی می‌خواست نام پسرش را کلارک بگذارد، اما جری، چون می‌دانست که او نیز مانند سوپرمن، یک شخصیت داستانی کتاب‌های مصور نامیده می‌شود، ابتدا نپذیرفت، اما در نهایت تسلیم شد. آنچه کنت‌ها نمی‌دانند این است که کودک که در جنگلی رها شده پیدا شد، در واقع کال ال جوانی است که توسط پدرش جور-ال لحظاتی قبل از سیاره کریپتون به زمین منتقل شده‌است. زمانی که خورشید قرمز آن به ابرنواختر تبدیل شد، نابود شد. پدر و مادر او به دلیل نفوذ یکی از اعضای شورای کریپتون به اتاق و استفاده از دستگاه نتوانستند از این طریق فرار کنند، اگرچه معلوم نیست چه اتفاقی برای او افتاده‌است.
کلارک جوان پانزده سال اول زندگی خود را به عنوان یک پسر عادی زندگی می‌کند. با این حال، یک شب، هنگامی که او در یک مهمانی لباس هالووین با لباس سوپربوی شرکت می‌کند، عبور ستاره دنباله دار هالی از بالای سر، قدرت کریپتونی او را تحریک می‌کند. در همان زمان، زمین یک راه خود را به زمین پرایم پیدا می‌کند و دو سوپرمن با هم ملاقات می‌کنند. سوپرمن پرایم از قدرت خود برای متوقف کردن یک موج جزر و مدی استفاده می‌کند.
سوپرمن پرایم پس از اینکه جهانش در نور ضد مانیتور مصرف می‌شود، به بحران در زمین‌های بی‌نهایت کشیده می‌شود. اگرچه از دست دادن همه چیزهایی که می‌داند باعث ناراحتی او می‌شود، اما او با دانستن اینکه در کنار قهرمانان دیگر با مبارزه خوب مبارزه می‌کند، آرامش پیدا می‌کند. در طول نبرد نهایی علیه ضد مانیتور، کال-ل، سوپرمن زمین دو، به او دستور می‌دهد تا با الکساندر لوتر جونیور و سایر قهرمانان فرار کند. سوپرمن پرایم از ترس اینکه کال-ل در جنگ بمیرد و دانستن اینکه زمین جدید خانه واقعی او نیست، به کال-ل در مبارزه با آنتی مانیتور می‌پیوندد.
پس از نابودی آنتی مانیتور توسط سوپربوی پرایم و کال-ل به الکساندر لوتر، جونیور، از کال-ل، زمین سوم، و همسرش لویس لین در «بعد بهشت» می‌پیوندد. در آن بعد، سوپربوی پرایم خود را از دیگران جدا می‌کند و از کریستال‌ها برای پخش وقایع زندگی خود در زمین پرایم استفاده می‌کند. سوپربوی پرایم ناامید و عصبانی می‌شود. او سعی می‌کند به کال-ال برسد، که توجه او به سلامتی ضعیف لوئیس متمرکز شده‌است. الکساندر به این باور می‌رسد که دلیل عدم سلامتی لوئیس، خود بعد بهشتی است، و او سوپربوی پرای را متقاعد می‌کند تا با نشان دادن جنبه‌های منفی سوپربوی پرایم به واقعیت کمک کند تا به واقعیت بازگردد. زمین. سوپربوی پرایم مردد می‌شود تا اینکه می‌شنود کال ال می‌گوید: «کاش این دنیا به او اجازه می‌داد بزرگ شود. او هرگز اینجا سوپرمن نخواهد شد». سرانجام، اسکندر مرگ والدین و دوست دخترش را در یک تصادف رانندگی در زمین پس از بحران به او نشان می‌دهد.